# Lac des Deux Montagnes
Lac des Deux Montagnes – jezioro na południu kanadyjskiej prowincji Quebec. Położone jest na zachód od wyspy Île de Montréal w archipelagu Archipel d’Hochelaga i stanowi część delty Ottawy.
Jezioro posiada cztery wyloty: rzeki Rivière des Mille Îles na północnym wschodzie i Rivière des Prairies na wschodzie tworzą wyspę Jésus. Na północnym krańcu Île de Montréal Rivière des Mille Îles wpada do Rivière des Prairies, a ta kawałek dalej wpada do Rzeki Świętego Wawrzyńca. Dwa kolejne wyloty skierowane są na południe i okalają wyspę Perrot, za nią łączą się tworząc jezioro Saint-Louis.
Na północnym wybrzeżu, które jest szczególnie lubiane przez turystów, znajdują się gmina Oka i miasto Deux-Montagnes. Pierwotnie jezioro zostało nazwane w 1612 roku Lac des Médicis („Jezioro Medyceuszy”) przez Samuela de Champlaina, jednak on sam w 1632 roku zmienił nazwę na Lac des Soissons (od gminy Soissons we Francji). Dzisiejsza nazwa (z fr. „Jezioro Dwóch Gór”) pochodzi z 1684 roku i odnosi się do dwóch wierzchołków wzgórz Collines d'Oka.